# Levadivka
Levadivka  (ucraniano: Левадівка) es una localidad del Raión de Mykolaivka en el Óblast de Odesa de Ucrania. Según el censo de 2001, tiene una población de 824 habitantes.